# Karin Månsdotter (film)
Karin Månsdotter är en svensk dramafilm från 1954 i regi av Alf Sjöberg.

## Om filmen
Filmen premiärvisades 1 november 1954 på biograf Grand i Stockholm. Den spelades in vid Sandrew-Ateljéerna i Stockholm med exteriörer från Gripsholms slott, Kalmar slott, Uppsala slott och Strängnäs domkyrka av Sven Nykvist. Som förlaga har man August Strindbergs pjäs Erik XIV som uruppfördes på Svenska teatern i Stockholm 1899.
Den spelades in i Gevacolor.

## Rollista (komplett)
- Ulla Jacobsson – Karin Månsdotter
- Jarl Kulle – Erik XIV
- Ulf Palme – Göran Persson, Eriks prokurator
- Olof Widgren – slottspredikanten
- Stig Järrel – Olof Gustavsson Stenbock
- Erik Strandmark – Welam Welamsson
- Bengt Blomgren – fänrik Max, livknekt
- Kurt-Olof Sundström – hertig Johan/narr i prologen
- Åke Claesson – Svante Sture, riksråd
- Per Oscarsson – fänrik Anders
- Birgitta Valberg – änkedrottningen, Eriks styvmor
- Ulla Sjöblom – Agda
- Aurore Palmgren – Göran Perssons mor
- Gunnar Hellström – Bonde, adelsman
- Ingrid Jellart – Sigrid, Karins och Eriks dotter som äldre
- Marianne Öberg – Sigrid som liten flicka
- Bo Gunnar Eriksson – Gustav "Gösta", Karins och Eriks son som liten
- Jan Kings – Gustav som äldre
- Måns Westfelt – Nils Sture
- Curt Pettersson – Erik Sture
- Jan Erik Lindqvist – Måns Knekt, Karins far
- Hugo Björne – Johan Persson, kyrkoherde i Vendel
- Gösta Gustafson – lakej, Karins lärare
- Sigvard Törnqvist – kurir
- Ulla Holmberg – kammartärna
- Arne Källerud – Karins ena bror
- Karl Erik Flens – Karins andra bror
- Margaretha Krook – Karins ena syster/gröna systern i prologen
- Naemi Briese – Karins andra syster/röda systern i prologen
- Curt Åström – adelsman i prologen
- Alf Östlund – bagare i prologen
- Olle Ekbladh – bagarpojke i prologen
- Gordon Löwenadler – bagarpojke i prologen
- Marianne Nielsen – frilla i prologen
- Lissi Alandh – frilla i prologen
- Eric Laurent – lakej
- Tor Isedal – adelsman på drottningens sida
- John Melin – en tjänare
- Anna-Lisa Fröberg – dam vid Karins kröning
- Sonja Westerbergh – dam vid Karins kröning
- Verner Oakland – en biskop vid Johans kröning
- Harry Philipson – en man på Gripsholm
- Sven Holmberg – vakt på Gripsholm
- Björn Berglund – vakt på Gripsholm
- Torsten Lilliecrona – Jon Månsson, vakt på Gripsholm
- Ingvar Kjellson – Hakon Laudgårdsfogde, vakt på Gripsholm
- Ivar Wahlgren – knekt hos Karin

## Musik i filmen
- Kristallen den fina, instrumental.
- Polkan går, kompositör Robert Ryberg, musikbearbetning Pierre Nymar, text Martin Nilsson, instrumental.
- Silver Threads Among the Gold (Varför skola mänskor strida?), kompositör Hart Pease Danks, engelsk text Eben E. Rexford svensk text Emil Norlander svensk textbearbetning 1915 Valdemar Dalquist, instrumental.
- Vildandens klagan (Vildandens sång), kompositör Elna Nilsson, text -rd, instrumental.
- Bagatell, piano, a-moll (Für Elise), kompositör Ludwig van Beethoven, instrumental.
- Evening Chimes (Aftonklockorna/Aftonklockors spröda ljud), kompositör Albert Frederick Marzian, instrumental.
- Sorgmusik, kompositör William Lind, instrumental.
- Ein Sommernachtstraum. Hochzeitmarsch (En midsommarnattsdröm. Bröllopsmarsch), kompositör Felix Mendelssohn-Bartholdy, instrumental.

## DVD
Filmen gavs ut på DVD 2008.